# Tethina marmorata
Tethina marmorata är en tvåvingeart som först beskrevs av Becker 1908.  Tethina marmorata ingår i släktet Tethina och familjen Canacidae.
Artens utbredningsområde är Kanarieöarna. Inga underarter finns listade i Catalogue of Life.